# フリップジャンプ
フリップジャンプ (Flip jump) は、フィギュアスケートにおけるジャンプの種類のひとつ。単にフリップとも、トウサルコウとも呼ばれる。

## 解説

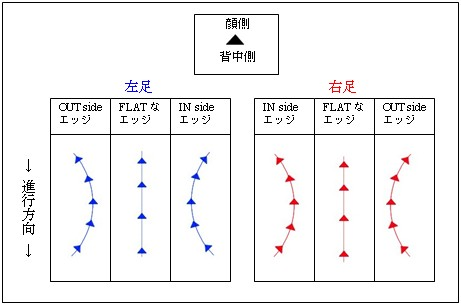
図2:エッジと進み方

空中での回転方向と同じ方向のターンから即座に左足エッジに右足のトウを突いて跳ぶジャンプ。フリップジャンプは、国際スケート連盟が認定する6種類のジャンプの中で3番目に難易度が高いとされており、基礎点もアクセルジャンプ、ルッツジャンプに次いで3番目に高い。
フリップジャンプでは、左足インサイドのエッジが描くカーブから生まれる回転力と、軌道の内側にトウを付く事によって後方への推進力がコンパスのように変換された回転力の2つが主な回転の原理となる。ただし、右足を引く際に体が回転方向とは逆向きに開く事になる点で難易度が上がる。

## フリップジャンプのエッジ判定の基準
2013年4月26日にルールが改正され、採点表では『no sign』となる『UNCLEAR EDGE TAKE-OFF F/Lz (no sign)　-1』という区分が新たに作られた。これにより、「明らかに不正」の踏み切りが行われた際に技術審判がエッジエラー（e）を宣言するのは当然として、「明らかな不正とは言えないまでも不正確なエッジ」での踏み切りが行われた際に、エッジエラー（e）がつかない場合が発生する。
演技審判は、エッジエラー（e）がついた場合はGOEにおいてこの宣言を考慮した採点を必ず行わなければならないが、『no sign』の場合は（エッジの不正確さを）考慮するかどうか自体も演技審判の各自の判断に任される。
エッジの判定に対して、スローモーション再生は原則的には用いられない(Usually the wrong edge take-off is identified without any review in slow motion which can be used only if the camera angle does not allow to see the take-off edge at normal speed.と明記）
フリップジャンプの際にアウトサイドエッジで踏み切ってしまったジャンプや、反対に、ルッツジャンプの際にインサイドエッジで踏み切ってしまったジャンプは、GOEの面で減点される。フリップとルッツ両方のジャンプでエッジエラーが宣言されることも有り得る。

## 歴史
初めて成功した人は、はっきりしない。俗説としてトウループジャンプを初めて成功させたアメリカのブルース・メープスが、1913年にはフリップジャンプにも成功したという。1970年代には既に多くの男子選手が3回転フリップジャンプを成功、1981年に東ドイツのカタリナ・ヴィットと西ドイツのマヌエラ・ルーベンがともに女子選手として初めて3回転フリップジャンプに成功した。
2016年に宇野昌磨が、初めて4回転フリップに成功し国際スケート連盟に認定された。
2019年12月に行われたグランプリファイナルにおいて、アレクサンドラ・トゥルソワが女子として初めて4回転フリップに成功。
2023年4月時点で、ISU公認国際大会で4回転フリップジャンプを成功させている選手は、男子では宇野昌磨、ネイサン・チェン、ヴィンセント・ジョウ、ヤロスラフ・パニオット、アレクサンドル・サマリン、ダニエル・グラッスル、佐藤駿、イリア・マリニン。女子ではアレクサンドラ・トゥルソワ、アンナ・シェルバコワの2人。